# Kologriv
Kologriv (rusky Кологрив) je město v Kostromské oblasti Ruské federace. Leží na levém břehu Unže zhruba 340 kilometrů na severovýchod od Kostromy, hlavního města oblasti.
V roce 2010 žilo v Kologrivu 3 314 obyvatel.

## Vývoj počtu obyvatel
| Rok  | Obyvatel |
| ---- | -------- |
| 1897 | 2565     |
| 1926 | 3100     |
| 1939 | 4000     |
| 1959 | 4568     |
| 1970 | 4599     |
| 1979 | 4296     |
| 1989 | 4306     |
| 2002 | 3700     |
| 2010 | 3314     |

Zdroj: sčítání lidu (1926–1939 zaokrouhleno)

## Geografie

### Podnebí
| Kologriv – podnebí          | Kologriv – podnebí | Kologriv – podnebí | Kologriv – podnebí | Kologriv – podnebí | Kologriv – podnebí | Kologriv – podnebí | Kologriv – podnebí | Kologriv – podnebí | Kologriv – podnebí | Kologriv – podnebí | Kologriv – podnebí | Kologriv – podnebí | Kologriv – podnebí |
| Období                      | leden              | únor               | březen             | duben              | květen             | červen             | červenec           | srpen              | září               | říjen              | listopad           | prosinec           | rok                |
| --------------------------- | ------------------ | ------------------ | ------------------ | ------------------ | ------------------ | ------------------ | ------------------ | ------------------ | ------------------ | ------------------ | ------------------ | ------------------ | ------------------ |
| Nejvyšší teplota [°C]       | 3,3                | 6,8                | 16,6               | 27,5               | 31,6               | 35,0               | 35,6               | 36,3               | 29,6               | 23,1               | 11,7               | 7,5                | 36,3               |
| Průměrné denní maximum [°C] | −8,2               | −6,0               | 0,8                | 9,3                | 17,3               | 21,6               | 24,1               | 20,6               | 14,1               | 6,2                | −1,9               | −6,1               | 7,7                |
| Průměrná teplota [°C]       | −11,7              | −10,1              | −4,0               | 3,9                | 10,8               | 15,5               | 17,9               | 15,1               | 9,7                | 3,2                | −4,3               | −9,0               | 3,1                |
| Průměrné denní minimum [°C] | −15,2              | −14,2              | −8,9               | −1,5               | 4,2                | 9,3                | 11,8               | 9,5                | 5,2                | 0,2                | −6,7               | −12,0              | −1,5               |
| Nejnižší teplota [°C]       | −46,3              | −38,5              | −36,4              | −23,0              | −7,6               | −1,7               | 1,3                | −3,5               | −10,1              | −20,6              | −36,0              | −39,4              | −46,3              |
| Průměrné srážky [mm]        | 39,8               | 29,6               | 29,5               | 31,9               | 44,5               | 76,7               | 69,4               | 68,5               | 52,9               | 55,6               | 43,3               | 45,7               | 587,4              |
| Zdroj: Кологрив погода      |                    |                    |                    |                    |                    |                    |                    |                    |                    |                    |                    |                    |                    |

## Rodáci
- Olga Alexandrovna Ladyženská (1922–2004), matematička